# Adolf von Bülow (General, 1844)
Georg Hartwig Adolf von Bülow (* 19. Dezember 1844 in Toddin; † 2. Oktober 1919 in Schwerin) war ein preußischer Offizier, zuletzt Generalleutnant.

## Leben
Adolf von Bülow entstammte dem mecklenburgischen Uradelsgeschlecht derer von Bülow. Er war der zweitälteste Sohn des mecklenburgischen Oberforstrates Gottlieb von Bülow (1801–1871) und der Sophie geb. von Freyburg.
Nach der Schulausbildung schlug er wie viele seiner Familienmitglieder die Militärlaufbahn in der Preußischen Armee ein. Vom 18. Oktober 1900 bis 17. Februar 1903 war er Kommandeur der 100. Infanterie-Brigade. Als Generalleutnant setzte er sich am Ende seiner Karriere in Schwerin zur Ruhe.
1871 heiratete er in Kuhlen Frida von Bülow. Seine Ehefrau starb 1895. Fünf Jahre später heiratete er in Rostock Anna von der Lühe. Seine zweite Frau starb 1938. Aus der ersten Ehe gingen drei Töchter und vier Söhne hervor. Letztere schlugen wie der Vater eine militärische Laufbahn im Deutschen Reich ein.
Adolf von Bülow starb im 75. Lebensjahr in Schwerin.